# مریت‌رع
مریت‌رع (انگلیسی: Merytre) دختر و همسر رامسس دوم فرعون مصر باستان بود. او تاکنون تنها از یک مجسمه عظیم فرعون که در تانیس پیدا شده است، شناخته شده است. در آنجا، او به عنوان یک پیکر کوچک بین پاهای پادشاه نشان داده شده است. زیرنویس نیمه تخریب‌شده چنین است: مریت‌رع، دختر پادشاه محبوب و همسر پادشاه. همسر بزرگ سلطنتی بنت‌عنتا نیز بر روی مجسمه (به عنوان نقش برجسته در یک طرف) به تصویر کشیده شده است. مریت‌رع ممکن است تقریباً در همان زمان ازدواج بنت‌عنتا با فرعون ازدواج کرده باشد، یعنی از سال ۳۴ تا ۴۲ سلطنت فرعون.